# Dave Cockrum
David Emmett Cockrum (12 novembre 1943 — 26 novembre 2006) est un dessinateur de bande dessinée américain, connu pour son travail dans l'industrie du comic book.

## Biographie
Dave Cockrum est né à Pendleton dans l'Oregon. Son père était lieutenant-colonel de l'Air Force, ce qui a entraîné de nombreux déplacements pour la famille durant plusieurs années.
Il découvre très tôt les comic-books, ses préférés étant Captain Marvel et Blackhawk. Son ambition est de devenir lui-même dessinateur. Il rejoint cependant la Navy durant six années avant de devenir assistant encreur chez Warren Publishing pour Murphy Anderson. Anderson est alors responsable de l'encrage de divers titres comme Superman ou Superboy pour DC Comics, ou encore The Legion of Super-Heroes.
Lorsque la place devient vacante, Cockrum fait ses premières armes sur cette série durant les années 1970, s'appropriant le look des personnages, créant de nouveaux costumes qui resteront les mêmes jusqu'à l'intervention de Keith Giffen dans les années 1980. Il quitte DC à la suite d'une dispute concernant son travail pour Superboy #200.
Chez Marvel Comics, Cockrum et Len Wein (sous la direction de Roy Thomas) créent les Nouveaux X-Men, donnant naissance à des personnages comme Tornade, Diablo ou Colossus. Ces personnages font leur apparition dans le premier numéro de Giant-Size X-Men durant l'été 1975, puis dans Uncanny X-Men #94 (relancé pour l'occasion). Wein quitte le navire après un numéro et demi, remplacé par Chris Claremont. Cockrum poursuit la série jusqu'en 1977 avant d'être remplacé par John Byrne. Lorsqu'à son tour Byrne quitte la série en 1981, Cockrum prend sa place jusqu'en 1983.
Cockrum a aussi dessiné et encré de nombreux autres titres de Marvel et DC.
En 1983, Cockrum produit The Futurians, d'abord comme graphic novel (Marvel Graphic Novel #9), puis comme série publiée par Lodestone. Même s'il ne dépassera pas le numéro #3, une édition collector est publiée plus tard comprenant le numéro 4 et divers bonus. La série sera publiée en France par Semic.
Dans les dernières années de sa vie, Cockrum travaille de moins en moins pour les comics. En 2004, il tombe malade à la suite de graves complications diabétiques et pulmonaires. Plusieurs de ses collaborateurs conduits par Clifford Meth (en) et Silver Bullet Comics organisent un projet pour récolter des fonds lors du WizardWorld Chicago recueillant près de 25 000 $.
Cockrum devait réaliser une histoire de 8 pages pour Giant Size X-Men #3 (2005), mais une rechute l'en empêcha. Il meurt le matin du 26 novembre 2006. Sa mort est annoncée par Clifford Meth (en) sur le forum Nightscrawlers.
Au moment de sa mort, Cockrum avait plusieurs projets de films et de séries.
En 2021, il est ajouté à titre posthume au temple de la renommée Will Eisner.

## Créations
- Black Tom Cassidy (cocréateur Chris Claremont)
- Colossus (cocréateur Len Wein)
- Sky-Wolves : Sidney E. Levine, Matt Slade III & Jesse Johns dans Marvel Fanfare (en) (cocréateur Marv Wolfman)
- Tornade / Ororo Munroe (cocréateur Len Wein)
- Gabrielle Haller (cocréateur Chris Claremont)
- Magik (cocréateur Chris Claremont)
- Diablo / Kurt Wagner / Nightcrawler (cocréateur Len Wein)
- Jinjav Sabree
- Phoenix Force
- Moira MacTaggert (cocréateur Chris Claremont)
- Manphibian (en) dans Legion of Monsters
- Thunderbird (comics) (cocréateur Len Wein)
- N'Garai (en) ou Kierrok (cocréateur Chris Claremont & Bill Mantlo)
- Pinta (cocréateur Robert Campanella)
- Zenith (cocréateur Terry Kavanagh)
- Garde Impériale Shi'ar (cocréateur Chris Claremont)
  - Astra
  - Gladiator / Kallark
  - Impulse / Pulsar
  - Magic / Magique
  - Neutron / Quasar
  - Oracle
  - Starbolt
  - Flashfire / Tempest

Dans le roman tiré du film X-Men : L'Affrontement final, le Président des États-Unis est nommé David Cockrum.

## Récompense
- 1982 : Prix Inkpot